# Distrikt Lloque
Der Distrikt Lloque liegt in der Provinz General Sánchez Cerro in der Region Moquegua in Südwest-Peru. Der Distrikt wurde am 2. Februar 1956 gegründet. Er besitzt eine Fläche von 255 km². Beim Zensus 2017 wurden 604 Einwohner gezählt. Im Jahr 1993 lag die Einwohnerzahl bei 638, im Jahr 2007 bei 1376. Die Distriktverwaltung befindet sich in der 3256 m hoch gelegenen Ortschaft Lloque mit 319 Einwohnern (Stand 2017). Lloque befindet sich 48 km nordnordöstlich der Provinzhauptstadt Omate.

## Geographische Lage
Der Distrikt Lloque liegt an der Südflanke der Cordillera Volcánica im Nordosten der Provinz General Sánchez Cerro. Der Río Tambo fließt entlang der westlichen Distriktgrenze nach Süden.
Der Distrikt Lloque grenzt im Westen an den Distrikt Ubinas, im Norden an den Distrikt Yunga, im Nordosten und im Osten an den Distrikt Ichuña sowie im Süden an den Distrikt Chojata.